# Guillermo Betancourt
Guillermo Betancourt Scul (ur. 19 lipca 1963 w Santiago de Cuba) – kubański florecista i szpadzista, srebrny medalista olimpijski i złoty medalista mistrzostw świata.
Na igrzyskach olimpijskich w Moskwie w 1980 roku zajął 7. miejsce we florecie drużynowym i 32. w indywidualnym oraz 10. w szpadzie drużynowej i 37. w indywidualnej. Brał również udział w igrzyskach olimpijskich w Barcelonie w 1992 roku, gdzie reprezentacja Kuby w składzie: Elvis Gregory, Guillermo Betancourt, Oscar García, Tulio Díaz i Hermenegildo García zdobyła srebro we florecie drużynowym. Indywidualnie zajął tam siódme miejsce.
Zdobywał również złoto indywidualnie i drużynowo we florecie na igrzyskach panamerykańskich w Indianapolis (1987) oraz na igrzyskach panamerykańskich w Hawanie (1991).
Nie zdobył medalu mistrzostw świata.